# انشینت
انشینت (انگلیسی: Ancient) شرکت بازی ویدئویی ژاپنی است، که در سال ۱۹۹۰ تأسیس شد.